# Brodo

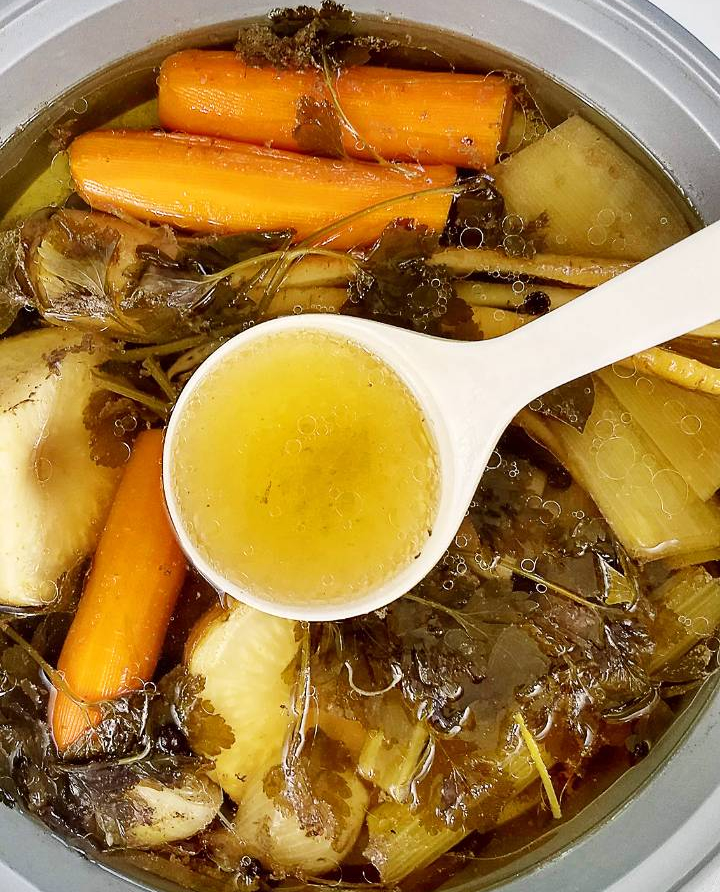
Brodo di manzo e verdure

Il brodo è una preparazione alimentare di forma liquida, consistente di acqua che ha estratto le sostanze di carne, verdura o pesce, o un misto di queste, tramite la bollitura prolungata da freddo, con l'eventuale aggiunta di sale, spezie ed aromi.
Il brodo può essere consumato da solo o, più di frequente, utilizzato per preparare diversi piatti come, ad esempio, minestre, salse o risotti.
Nella terminologia culinaria italiana, la cottura degli alimenti in un brodo denso, può essere chiamata «in umido» o «in guazzetto» come, ad esempio, seppie in umido e agnello in guazzetto. Quando il brodo è ottenuto tramite cottura in poca acqua (risultando più concentrato) si parla di brodo ristretto o, utilizzando un termine francese, di consommé.

## Brodo di carne

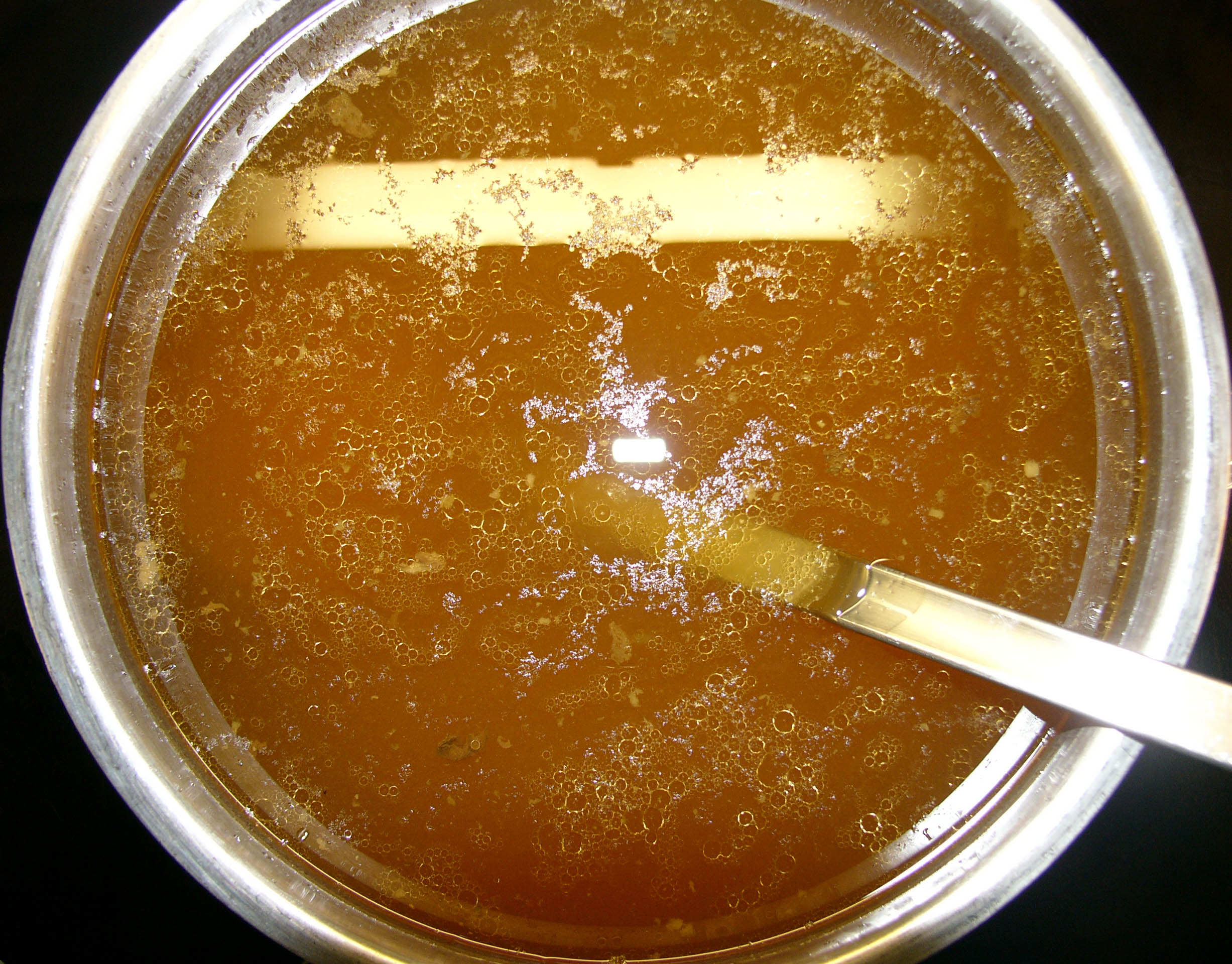
Brodo di carne

Il brodo può essere preparato usando diversi tagli di carne di un solo tipo, in genere manzo o pollame, ma in altri casi possono anche essere mescolati. Nel caso in cui si utilizzi un solo tipo di carne, si parla di brodo di prima, mentre quando se ne utilizzino due di brodo di seconda, e così via. Solitamente, per un miglior risultato di sapori, si usano le ossa e le parti più 'inutili' dell'animale, come ad esempio le zampe e la testa di gallina, ed i tagli di carne un po' più grassi o quelli attaccati alle ossa, come il doppione di manzo o le alette di cappone.

## Brodo di pesce
Il brodo di pesce è utilizzato come base per diverse preparazioni. Solitamente viene preparato con pesci misti freschi: saraghi, gallinelle, scorfani. Possono essere usate anche parti di scarto di pesci come lische e teste, unite con verdure.

## Brodo vegetale

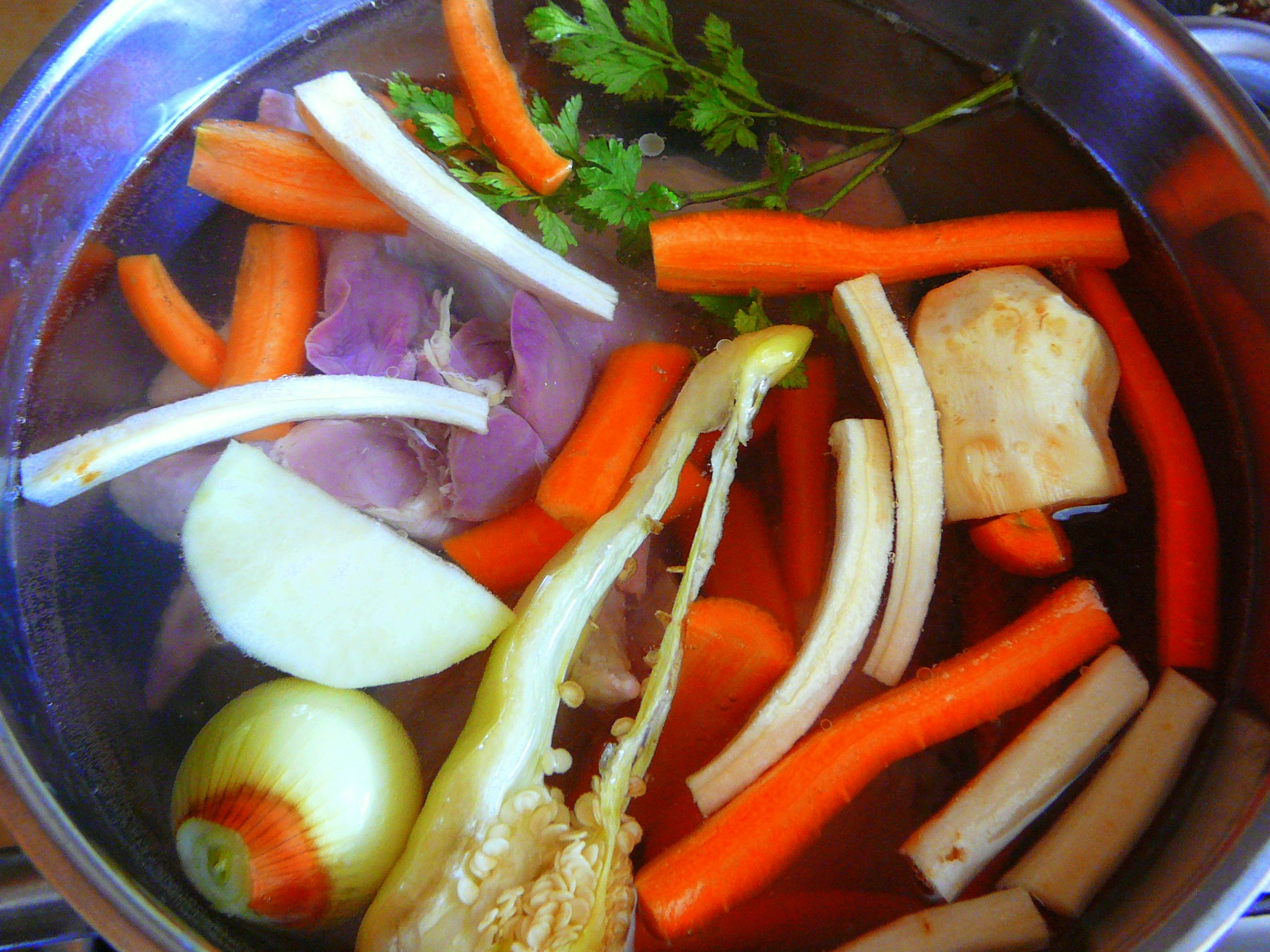
Preparazione di un brodo vegetale

Il brodo di verdura è più facilmente digeribile del brodo di carne, ed è infatti utilizzato come primo alimento nello svezzamento dei neonati. Si ottiene dalla cottura di diverse verdure: sedano, carota, cipolla, aglio, zucchina e talvolta patata. Si possono aggiungere cannella, chiodi di garofano, pepe, aglio e alghe.